# Domptail-en-l’Air
Domptail-en-l’Air – miejscowość i gmina we Francji, w regionie Grand Est, w departamencie Meurthe i Mozela.
Według danych na rok 1990 gminę zamieszkiwało 55 osób, a gęstość zaludnienia wynosiła 18 osób/km² (wśród 2335 gmin Lotaryngii Domptail-en-l’Air plasuje się na 990. miejscu pod względem liczby ludności, natomiast pod względem powierzchni na miejscu 1171.).